# Manoel Emídio
Manoel Emídio är en kommun i Brasilien.   Den ligger i delstaten Piauí, i den östra delen av landet, 1 000 km nordost om huvudstaden Brasília. Antalet invånare är 5 209.
Omgivningarna runt Manoel Emídio är huvudsakligen savann. Runt Manoel Emídio är det mycket glesbefolkat, med 2 invånare per kvadratkilometer.